# CityPower-Card

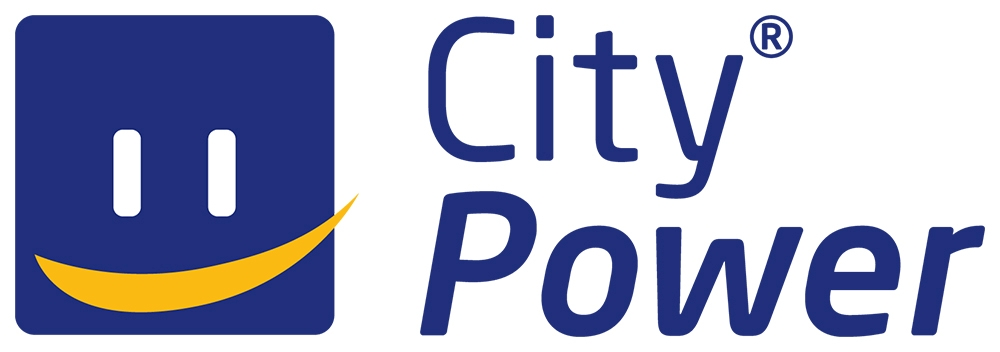
Logo der CityPower-Card

CityPower ist ein Kundenbindungsprogramm in der Energiewirtschaft, das 1999 im Zuge der Liberalisierung des Energiemarktes von der Emscher Lippe Energie (ELE) mit Sitz in Gelsenkirchen eingeführt wurde. Deutschlandweit nehmen Energieanbieter daran teil, die Kundenbindung digital oder auch über Kundenkarten betreiben. Vermarktet wird die Kundenkarte, die als Familienkarte ausgegeben wird, individuell unter dem jeweiligen Logo und Corporate Design des Energieunternehmens z. B. als ELE Card, evo-Card, Schatzkarte der Stadtwerke Essen oder Stadtwerke-Kundenkarte. Übergreifend findet man auf jeder Karte das Systemlogo „CityPower“.
Bundesweit gibt es rund 3.000 Vorteilsangebote bei Akzeptanzstellen aus verschiedenen, größtenteils freizeitnahen Bereichen. Einige ausgewählte Partner sind zum Beispiel Europcar, Schülerhilfe, Stage Entertainment, Movie Park Germany, Bavaria Film Park und viele mehr. Der Kunde zeigt bei den teilnehmenden Unternehmen seine CityPower-Card vor und erhält sofort seine Vergünstigung (Sofortrabatte von i. d. R. 10 % und mehr). 2015 wurde zudem das Online-Shoppingportal Kundendeals ins Leben gerufen. Das Portal bietet mehr als 20.000 Premium-Produkte von bekannten Marken und Vorteile bei rund 30 Partnershops.
Insgesamt können deutschlandweit rund vier Millionen Menschen die Vergünstigungen nutzen. Damit ist CityPower das größte Kundenbindungsprogramm der Energiewirtschaft und steht durch die reine Show-and-Save-Funktion auch nicht in direktem Wettbewerb zu anderen Kundenbindungsprogrammen wie Payback, der DeutschlandCard oder BSW. Der BonusClub.
Bei Ausgabe einer Kundenkarte ist eine Erweiterung der Basiskarte mit weiteren Kartenfunktionen (z. B. fürs Parken) jederzeit möglich. Seit 2012 kann die Kundenkarte als digitale Karte innerhalb einer Smartphone-App (iOS und Android) dem Kunden angeboten werden. Und auch im Online-Bereich hat sich die Vorteilswelt der Karte in den letzten Jahren maßgeblich erweitert.